# ورملز
ورملز (به فرانسوی: Vermelles) یک کمون در فرانسه است که در پا-دو-کاله واقع شده‌است.

## خصوصیات
ورملز ۱۰٫۳۹ کیلومترمربع مساحت و ۴٬۴۹۶ نفر جمعیت دارد و ۴۳ متر بالاتر از سطح دریا واقع شده‌است.